# Euscelidia abbreviata
Euscelidia abbreviata är en tvåvingeart som beskrevs av Dikow 2003. Euscelidia abbreviata ingår i släktet Euscelidia och familjen rovflugor. Inga underarter finns listade i Catalogue of Life.